# Horst Schröder
Horst Schröder, född 6 februari 1943 i Tyskland och sedan många år tillbaka boende i Sverige (Stockholm), är förläggare, översättare och författare. Han har främst varit verksam som skribent inom serieteori och förläggare av tecknade serier och driver sedan starten förlaget Epix, med rötter ända tillbaka till 1982.
På förlaget lanserades åren 1984–1993 ett stort antal vuxenserietidningar, med material från både det kontinentala Europa, USA, Japan samt Sverige. Utgivningen av seriealbum, startad 1982, har fortsatt fram till idag och har på senare år kompletterats med ett växande antal barn- och bilderböcker.

## Biografi

### Tyskland
Horst Schröder är doktor i litteraturvetenskap. Han doktorerade 1978 med avhandlingen Science-fiction-Literatur in den USA: Vorstudien für eine materialistische Paraliteraturwissenschaft, på Goethe-universitetet i Frankfurt am Main. Därutöver har han studerat sociologi och statskunskap. En tid var han även serieredaktör för det tyska förlaget Melzer.

### Sverige
Sedan 1970 har Schröder varit bosatt i Sverige (Stockholm). Han ägnade sig till en början bland annat åt postorderförsäljning av samlartryck med anknytning till Carl Barks och skrev artiklar i bland annat Aftonbladet.
Horst Schröder skrev två böcker om tecknade serier, som 1981 gavs ut på förlaget Carlsen if (samt i översättningar på tyska, danska och norska året därpå) – De första serierna och Framtiden i serierutor. Dessa ingick i en ambitiös utgivningsserie betitlad En serie om serier – "en följd av böcker som behandlar tecknade serier på samma kritiska villkor som är brukliga för andra media och konstarter", som det hette på baksidestexterna. Det var tänkt att det skulle komma sammanlagt tio utgåvor i boksviten, men dåliga försäljningssiffror gjorde att det stannade vid två utgåvor.
Året dessförinnan (1980) hade Schröder inträtt i redaktionen för Bild & Bubbla, Seriefrämjandets tidskrift om tecknade serier. Där var han redaktör 1980–81 samt 1982–83 och bidrog till ett antal analyserande artiklar omkring både amerikanska och europeiska serieskapare. Den målmedvetne och ofta stridbare Schröder stod dock utanför redaktionen under stora delar av 1981 och 1982.

### Medusa och Epix
Under tiden hade han grundat ett serieförlag – Medusa (fullständigt namn: Medusa Förlag Horst Schröder AB). Förlaget var inriktat på "kvalitetsserier för vuxna", en ny marknad som bland andra förlaget Carlsen några år tidigare hade testat med blandad framgång under etiketten Serier för vuxna. Medusa skulle också ge ut album och startade en albumklubb för att få en säkrare försäljning, där de första utgåvorna var Grön natt (första volymen av Tändsticksgubben och gummitjejen) och Spegelns ansikte (antologi med "kvinnoserier" från Frankrike och Italien). Via Medusas utgåvor försökte Horst Schröder också lansera det nya ordet zerie, som en svensk motsvarighet till den amerikanska undergroundseriens comix.

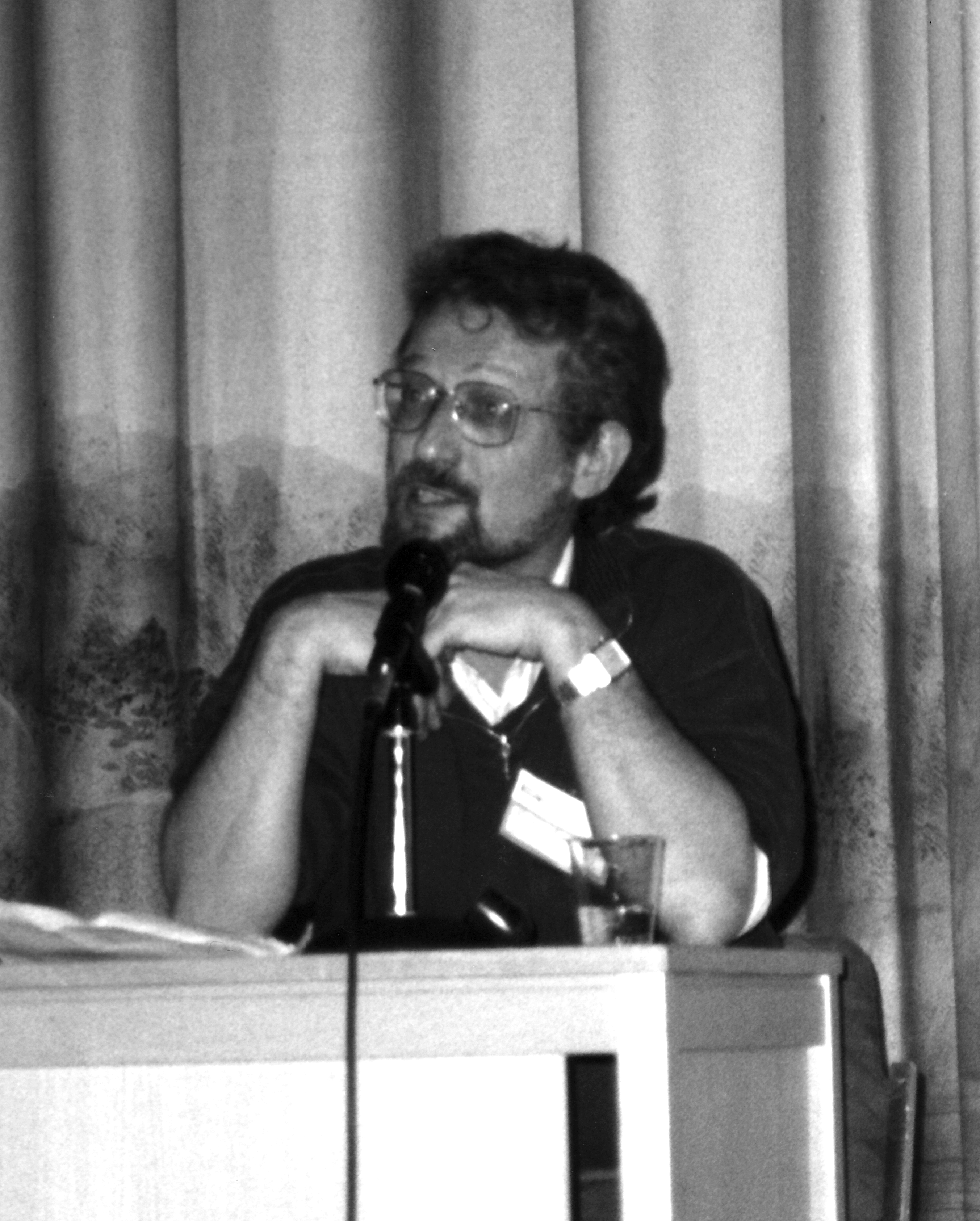
Horst Schröder på Serie-Expo 1991. Åren runt 1990 var Schröder en av Sveriges mest produktiva serieutgivare.

1984 var det dags att ta nästa steg – starta en serietidning för vuxna. Schröder var nu inte den ende som gick i de tankebanorna; ETC förlag hade 1983 lanserat sin Crack, journalisten Karl G Jönsson startade 1984 Pulserande Metal (baserad på franska Métal Hurlant), och 1985 försökte sig både stora Semic Press (med fyrfärgsbladet Comet) och alternativa förlaget Mammut/Fria Serier (med den mindre påkostade Elitserien) på att ge ut serietidningar för vuxna. Inget av de här försöken blev dock långlivade. Schröders månadstidning Epix (startad maj 1984) överlevde dock inte bara sitt första år, den höll sig kvar på marknaden ända till början av 1993. Och kom att få sällskap av ett antal andra serietidningar från Schröders nystartade serietidningsförlag. Pox kom senare under hösten 1984, Tung Metall och Elixir under 1986, och snart var antalet tidningar uppe i ett halvdussin. Många blev kortlivade försök att pröva marknaden som ersattes av andra ofta lika kortlivade publikationer, men förlaget lyckades i alla fall hålla sig vid liv. Vid slutet av 1980-talet var faktiskt Epix-förlaget en av de största serietidningsutgivarna i Sverige – åtminstone räknat i antalet titlar. Och mängden albumtidningar och serieböcker gjorde ett tag också Horst Schröder till den ledande albumutgivaren.

### Motgångar
Upplagorna på tidningar och bokutgåvor var dock aldrig imponerande, med större förlags mått mätt. Och när 90-talet började, samlade sig orosmolnen över den lilla svenska vuxenseriehimlen. 1989 blev Horst Schröder anmäld av Folkaktionen mot Pornografi för olaga våldsskildring (Pox-rättegången, Sveriges första tryckfrihetsprocess mot en serietidning). Hösten 1989 gick också den allmänna ekonomin in i en lågkonjunktur. Båda händelserna skulle komma att utsätta Epix och Horst Schröder för hårda prövningar.
| ”                            | Under många år sålde Epix och Pox över 10 000 respektive 6000 ex. Nu får jag vara glad om de klarar 5000 respektive 3000 ex. | „ |
| – Horst Schröder, Epix 8/91, | |   |

Horst Schröder friades i domstol i januari 1990 men drabbades därefter av en försäljningsvägran för hans tidningar hos konsumentkooperationen. Lågkonjunkturen skulle få både förlag och distributörer att se sig om efter omstruktureringar. Den dominerande svenska tidningsdistributören Presam delade 1992/1993 upp sin distribution i två bolag – det större Tidsam som endast tog de större titlarna och Predab som distribuerade de övriga. När Predab december 1993 gick i konkurs (så småningom ersatta på marknaden av SM Distribution, idag del av Interpress) stod Epix och många andra mindre tidningsutgivare utan distributör, eftersom Tidsam inte sa sig ha kapacitet att hantera fler tidningar. Flera förlag – bland annat Epix – anmälde det här monopolförfarandet till Konkurrensverket, och efter ett antal turer beslutade Konkurrensverket i januari 1996 till Tidsams förmån.

### Efter tidningarna
För Horst Schröder innebar händelserna 1993 att hela hans tidningsutgivning tvangs läggas på is. RSR Epix AB försattes till slut i konkurs, medan Schröders andra förlag – albumförlaget Medusa (Medusa Förlag Horst Schröder AB) – levde vidare under det nya namnet Epix Förlags AB. Runt 2003 gick även detta förlag i konkurs, varefter nystartade Epix Bokförlag (Epix Bokförlag AB) tog över förlagsverksamheten. Detta förlag har trots sin små resurser lyckats hålla sig ovan vattenytan, och man har i snitt kommit ut med ett drygt halvdussin album om året. Det motsvarar visserligen ungefär vad som kom från Medusa under 1980-talet, men frånvaron av serietidningar att sprida information om albumen genom har numera gjort Epix betydligt mer osynligt för den serieläsande allmänheten. 

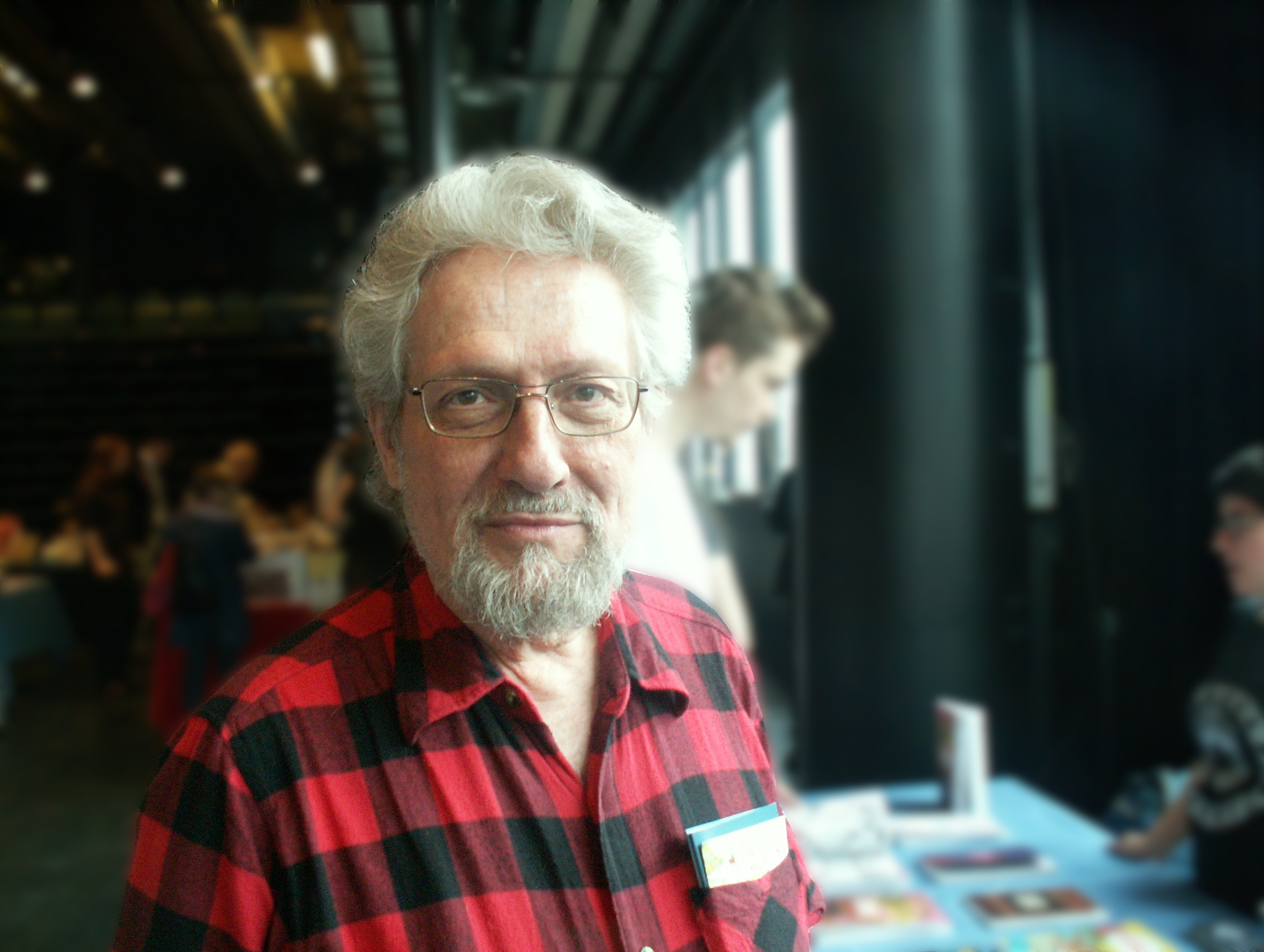
Horst Schröder, maj 2014. Schröders Epix förlag är på 2010-talet det enda kvarvarande av 1980-talets "nya" serieförlag.

Webbplatsen/webbshopen på adressen www.epix.se har dock under senare år blivit ett nytt fönster utåt för förlaget. Och ett antal ledande serieskribenter februari 2013 gratulerade Horst Schröder på hans 70-årsdag.
Epix fortsätter på 2010-talet sin utgivning, om än med stora distributionssvårigheter. Epix är dock numera det enda kvarvarande av de "nya" serieförlagen från 1980-talet. Sedan 2012 har förlaget gjort satsning på barn- och bilderböcker, bland annat skrivna och tecknade av serienamn som Neil Gaiman, Dave McKean och Joann Sfar.

## Andra aktiviteter

### Tidningsledare
Se lista på ledarurval i artikeln Epix.
Horst Schröders ledarartiklar i främst Epix var mer än bara presentationer av tidningens innehåll. De var ofta betraktelser av världen utifrån kulturella eller beteendemässiga perspektiv, där Schröder drog nytta av sitt intresse av sociologi och statskunskap. Och även om ledarnas teman kunde vara inspirerade av någon serie i numret, hamnade de ofta långt därifrån. Ett antal ledare finns listade i artikeln Epix.
Ofta var Horst Schröder oförblommerat personlig och utlämnande i sina ledarartiklar. Det mest tydliga exemplet var när han lät Epix läsare i ett antal nummer få följa hans jakt på sin son Leslie (född 1984), som modern rövat bort (Schröder hade då vårdnaden). Efter den genomförda kidnappningen lät Schröder placera en bild på sin son på tidningens omslag, som en något ovanlig efterlysning. När sedan jakten gick vidare till Västindien, informerades läsarna sedan löpande om utvecklingen. Slutresultat: Leslie Schröder återfanns och kom sedan tillbaka till Sverige.

### Övrigt
- Horst Schröder drev under åren 1984–92 seriebutiken Metropolis i Stockholm. Butiken såldes 1992 till konkurrenten Alvglans, som så småningom lade ner den.
- Som serieförfattare har Schröder bland annat skrivit Tändsticksgubben och Gummitjejen och Tant utan tand.
- Schröder skaffade sig under 70- och 80-talen en större seriesamling på över 11 000 europeiska seriealbum. Denna sålde han 1995 till Michigan State University, vilken därmed fick den största samlingen av europeiska serier på västra halvklotet.[26]
- Horst Schröder är polyglott.

## Influenser

### Utgivningens betydelse
Horst Schröder höll liv i ett stort litet serietidningsförlag under ett knappt decennium. Horst Schröders betydelse för senare generationer av serieskapare har omvittnats på flera håll. Hans tidigare medarbetare Gunnar Krantz beskriver ingående tiden med Epix och den färgstarke Horst Schröder i sin samlingsvolym Största möjliga allvar. Schröders tidningar Elixir och Brök! var forum för nya svenska seriehumorister, och hos Medusa fick Joakim Lindengren en arena för sina bizarrt egensinniga serier.

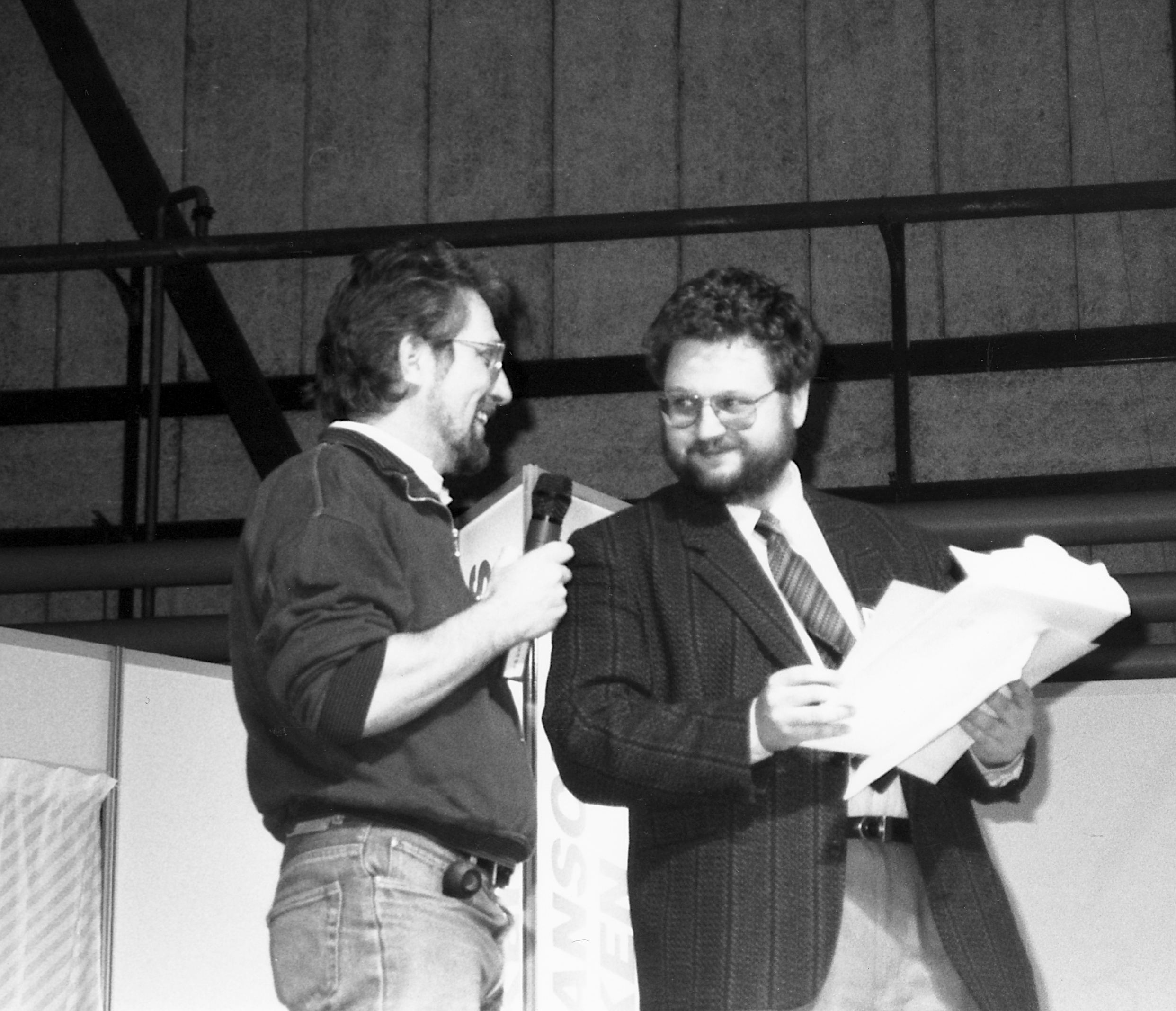
Horst Schröder och Daniel Atterbom på scenen under Serie-Expo -91. Frank Miller (som Epix och Medusa givit ut serier av) var dubbel mottagare av Thud – Serieläsarnas pris 1991 men kunde inte själv ta emot priserna.

Däremot var/är Schröders utgivningspolitik ofta kontroversiell, där han inte väjt för att blanda högt och lågt. Publiceringen av porrserier har kombinerats med avantgardistiska serier enligt olika konst- och litterära stilar. Detta gjorde att han under 1980-talet kom i konflikt med bland annat Sture Hegerfors, som i sitt författarskap fört fram den tydliga berättelsens övergripande roll för seriemediet och förfäktade de klassiska äventyrsseriernas betydelse. Runt och efter mitten av årtiondet diskuterades "de nya seriernas" vara eller inte vara i årsboken När var hur, fackpress som Bild & Bubbla samt debattsidorna i storstadspressen, med Sture Hegerfors och Horst Schröder som de två motpolerna i debatten.
Förnyad aktualitet har Schröders utgivning fått genom att han 2013 planerar att ge ut Alan Moores och Melinda Gebbies seriebok Lost Girls. Serien innehåller bland annat minderåriga i sexuella situationer, ett faktum som gjort den ytterst kontroversiell i ett Sverige där "Mangamålet" 2010–2012 ledde till en omfattande debatt kring konstens frihet och dess begränsningar.

### Schröder som seriefigur
Horst Schröder har på olika sätt figurerat i svenska serieskapares alster. Här kan nämnas:
- … Ulf Janssons serie Box 19008, som handlade om förlaget och dess medarbetare.[31]
- … att han (åtminstone delvis) stått förebild till Lars Andreassons figur Råttan.
- … två seriefigurer i hans egen och Mikael Grahns albumserie Tändsticksgubben och Gummitjejen, som i olika grad är inspirerade av Schröder. Det är dels den piprökande titelfiguren Tändsticksgubben, dels "Jean Frivole, den hoppfulle förläggaren till Flip! zerietidningen för vuxna" som dyker upp i andra kapitlet av Stormkantring (album tre).[32]
- … en liten hund i serieavsnittet "Musse Pigg och äggtjuvarna", som i svensk översättning är uppkallad efter Horst (Schröder).

## Utmärkelser
- 1990: Adamson-diplom[33]

Horst Schröder har genom sina två förlag givit ut ett stort antal vinnare av Adamsonstatyetten (i albumform bland andra Rolf Gohs, Joakim Lindengren, Jean-Claude Forest, Robert Crumb, Guido Crepax, Jean Giraud, André Franquin, Jacques Tardi, Enki Bilal, Alan Moore, Daniel Clowes, Joe Sacco och Jean Van Hamme.) Han gav ut Gunnar Krantz Alger, som 1987 fick Urhunden för bästa originalsvenska seriealbum. Åren 1989–2009 har Schröders utgåvor dessutom fått motta nio stycken Urhunden för bästa översätta seriealbum.